# 't Fonteintje (tijdschrift)
 't Fonteintje was een Vlaams poëzietijdschrift opgericht in 1921 in Gent door onder anderen Raymond Herreman, Karel Leroux, Maurice Roelants en Richard Minne. De redactie publiceerde naast eigen poëzie ook die van verwante dichters. Het tijdschrift werd uitgegeven in Brussel.
Aanvankelijk, vanaf juni 1921, verscheen het tijdschrift driemaandelijks en vanaf de tweede jaargang tweemaandelijks.
't Fonteintje was geen lang leven beschoren, want in 1924 hield het op te bestaan.
Het tijdschrift diende als tegenreactie om de modernistische dichtkunst in Vlaanderen, zoals die onder andere werd bedreven in een tijdschrift als Ruimte. Ze wilden het werk van Van Nu en Straks voortzetten. De dichters die meewerkten aan 't Fonteintje hielden traditionele poëzievormen in ere en cultiveerden de bescheidenheid.